# Leafpad
Leafpad (englisch leaf = Blatt, pad = [Schreib-]Block, Unterlage) ist ein freier, minimalistischer Texteditor für Unix-ähnliche Betriebssysteme, welcher sich durch wenige Abhängigkeiten von anderer Software auszeichnet.
Die Software ist sehr schlank und erreicht auf modernen Systemen vernachlässigbare Startzeiten. Sie bietet unbegrenzte Rücknahme von Bearbeitungsschritten, Suchen und Ersetzen und eine Druckfunktion, erkennt die Zeichencodierung von Texten automatisch, unterstützt Drag and Drop und kann Zeilennummerierungen anzeigen.
Leafpad ist von Tarot Osuji in C programmiert und hat eine auf GTK 2 basierende graphische Benutzeroberfläche. Er wird unter den Bedingungen von Version 2 der GNU General Public License (GPL) als freie Software verbreitet.
Leafpad ist der Standard-Texteditor der Desktop-Umgebung LXDE.

## Mousepad
Mousepad ist eine Abspaltung von Leafpad. Sie wurde 2004 von Erik Harrison erstellt, um eine Druckfunktion hinzuzufügen. Mousepad ist der Standard-Texteditor von Xfce. Mittlerweile wurde Mousepad von Nick Schermer komplett neugeschrieben (Versionen >0.3). 